# Convitto Pontano alla Conocchia
Il Convitto Pontano alla Conocchia è un edificio storico del Rione Sanità in Napoli. In passato è stato di proprietà della Compagnia di Gesù e per cui è noto anche come Convitto Nazionale dei Gesuiti oppure Istituto Francesco Giordani alla Conocchia.

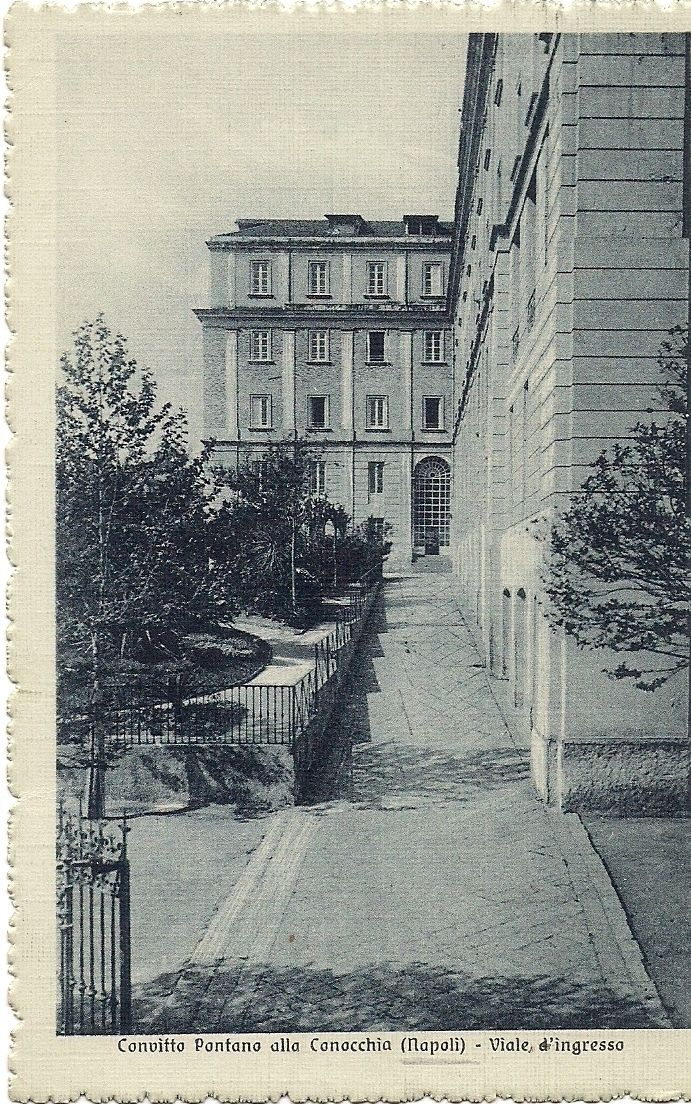
Viale d'ingresso del Convitto (1914)

## Storia
Edificato nel XVIII secolo in una zona nota come "la Conocchia alla Sanità", per via di un colombario di età romana chiamato "Mausoleo della Conocchia" a causa della sua forma conica: la conocchia era, sia in lingua italiana, sia in lingua napoletana il rocchetto del filatoio su cui si avvolge il filo. Il mausoleo del I secolo è stato abbattuto abusivamente nel 1965, per fare spazio alle speculazioni edilizie nell'area.
L'edificio venne usato come casa di villeggiatura per i convittori del Collegio del Salvatore della Compagnia di Gesù dalla fine del XVIII secolo alla metà del secolo successivo, quando, cacciati una prima volta da Napoli nel 1848, i gesuiti vennero, nel 1860, nuovamente espulsi da Giuseppe Garibaldi, che in qualità di dittatore di Napoli aveva sequestrato numerosi edifici religiosi, fra cui l'edificio alla Conocchia.
Divenuto dunque di proprietà statale, fu adibito ad ospedale per le malattie infettive per la sua ubicazione, isolata e lontana dalle abitazioni. Qui furono ricoverati i napoletani colpiti dall'epidemia di colera del 1884, i quali furono visitati dal Re Umberto I in persona, recatosi in città per portare conforto alla popolazione. In occasione della sua visita avvenne uno storico incontro con l'allora cardinale di Napoli Guglielmo Sanfelice, ritenuto tale in quanto fu considerato il primo riavvicinamento tra lo stato italiano e la Chiesa dopo la presa di Roma.
Fu il 1º aprile 1886 che, a seguito del riconoscimento dell'Istituto Pontano come opera della Compagnia di Gesù avvenuta nel 1880, l'istituto scolastico creato da Nicola Valente trovò la sua nuova sede nell'edificio del convento. L'inaugurazione nel nuovo convitto, restaurato per l'occasione, perdendo le sue caratteristiche convenutali, venne benedetta dal cardinale Sanfelice.
Cessata anche l'attività del convitto, la struttura passò tra i beni di proprietà della provincia di Napoli e divenne sede dell'istituto tecnico industriale Francesco Giordani, fino a quando negli anni ottanta del XX secolo questo fu trasferito nel quartiere di Fuorigrotta decretando la chiusura dell'edificio, che da allora è rimasto inutilizzato e in abbandono.

## Galleria d'immagini

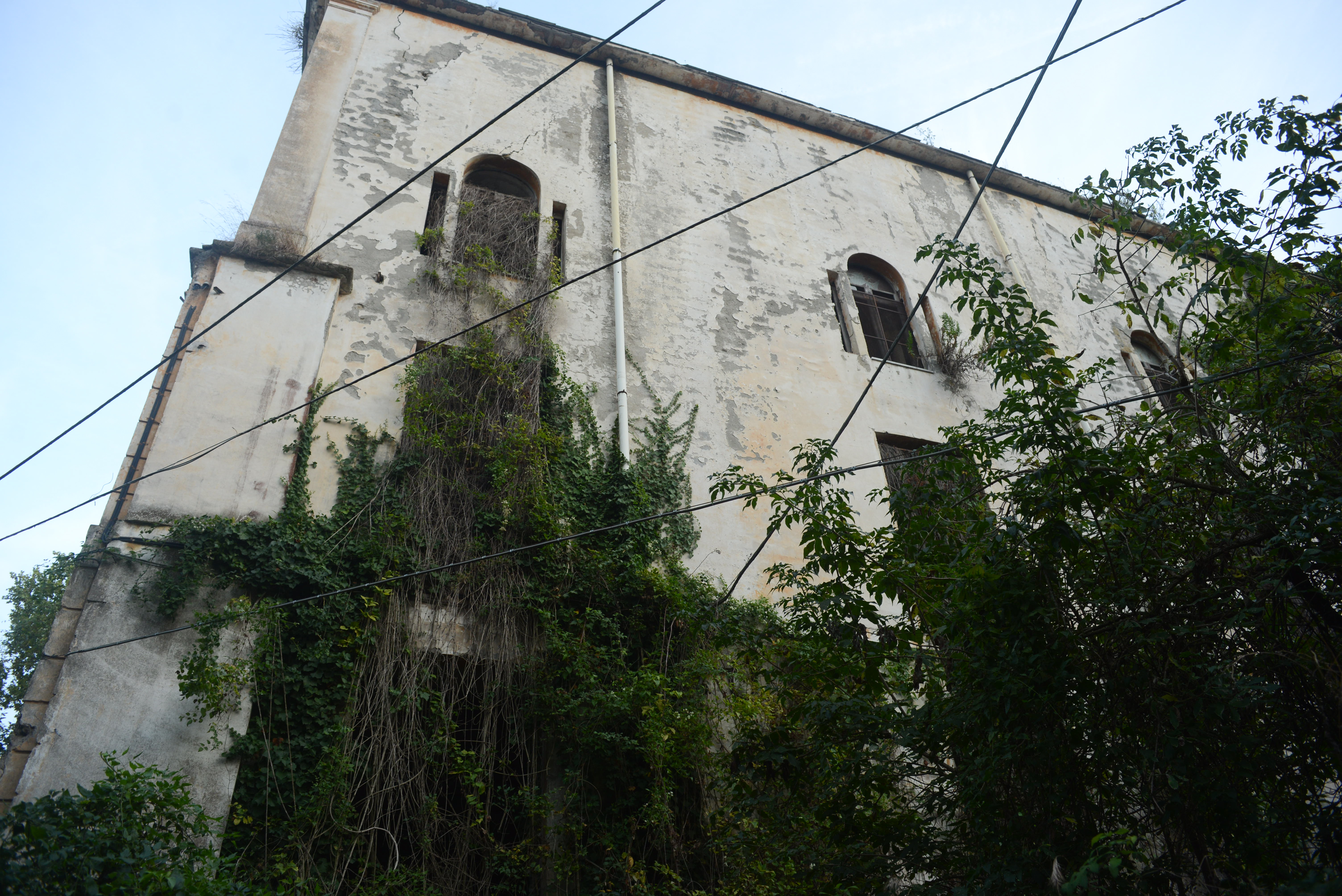
Scorcio del retro
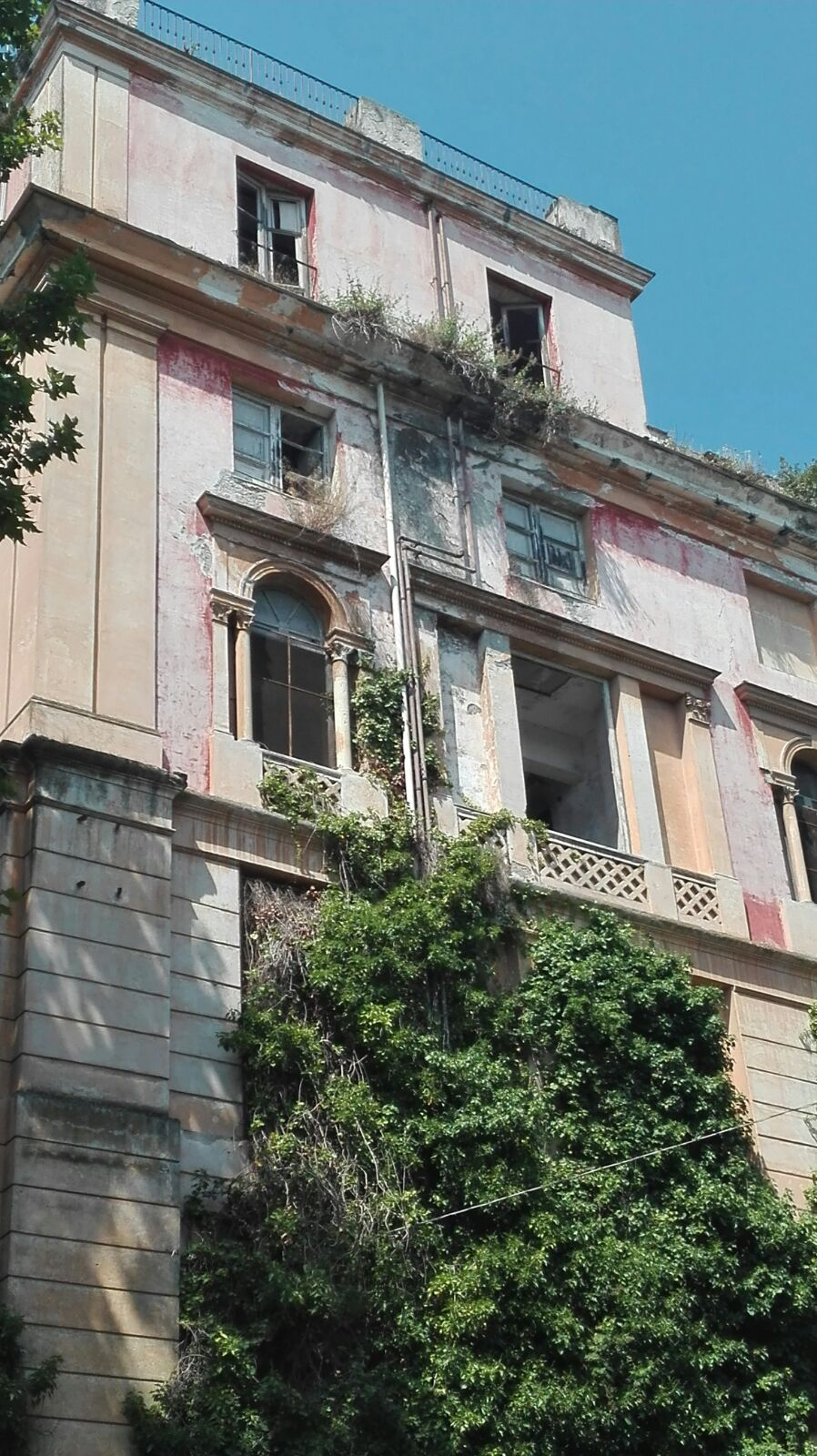
Bifora sul lato est dell'edificio
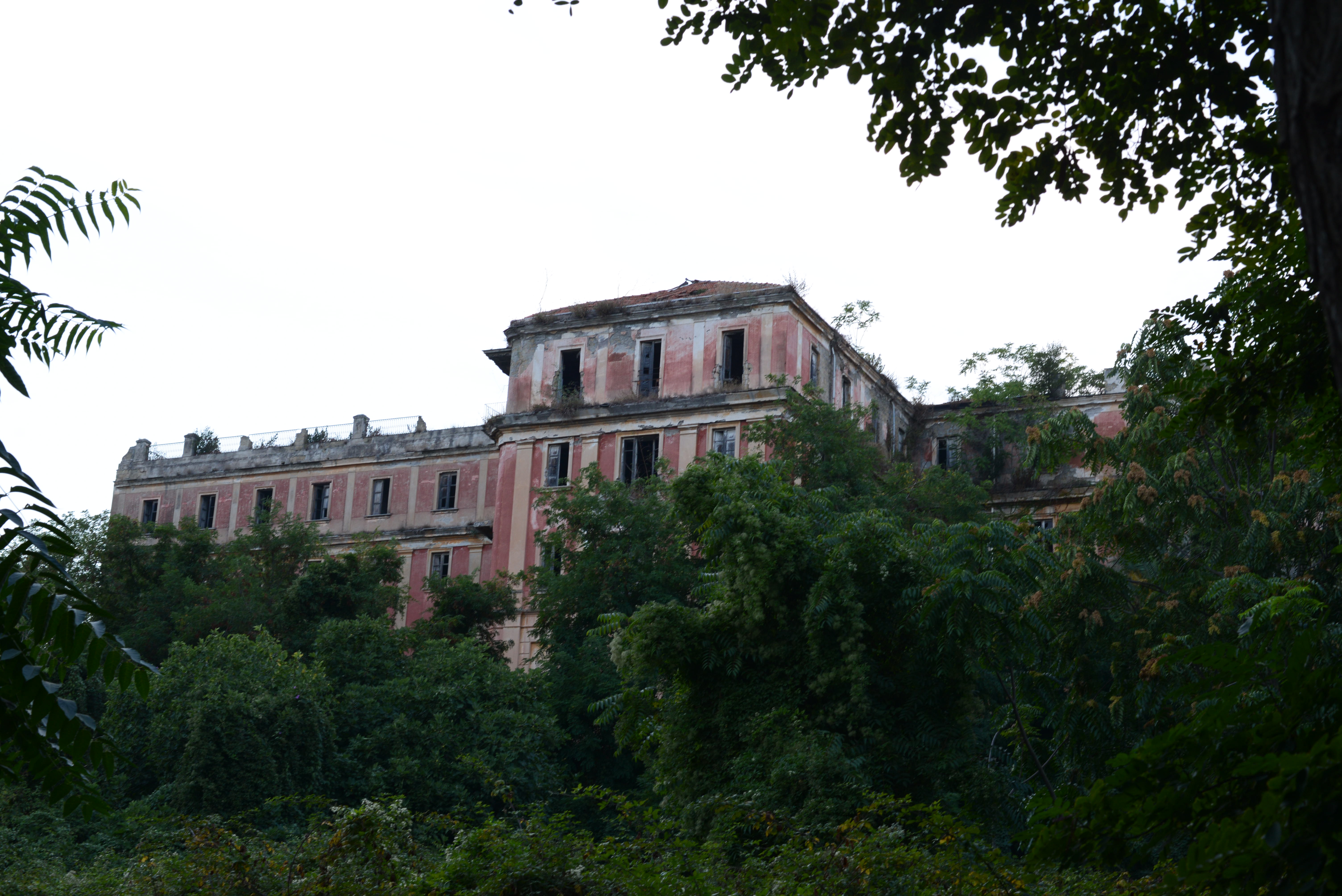
Vista dal parco del convitto
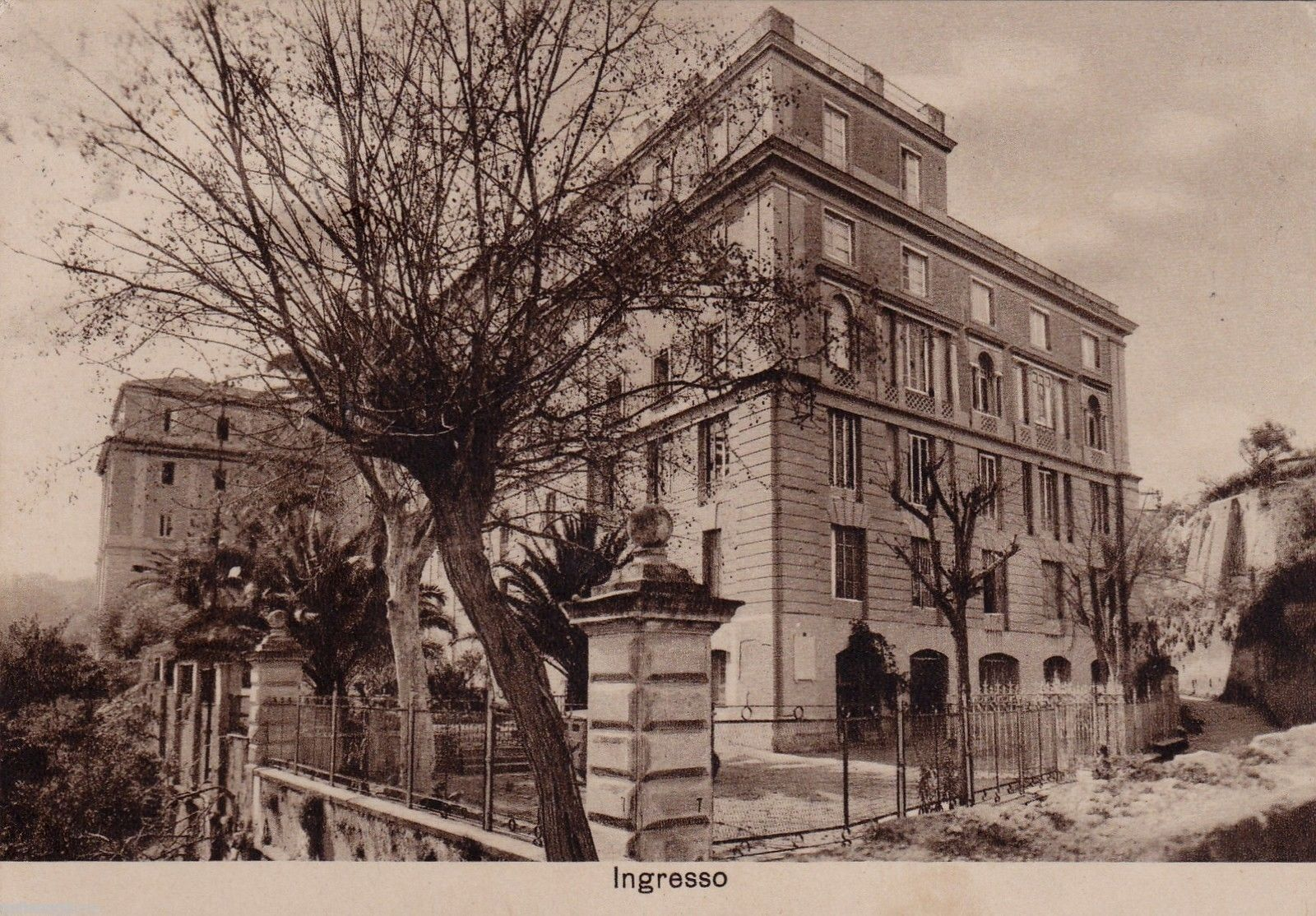
Il convitto alla metà del XX secolo